# Philopterus montani
Philopterus montani är en insektsart som först beskrevs av Zlotorzycka 1964.  Philopterus montani ingår i släktet fjäderlingar, och familjen fjäderlöss. Arten är reproducerande i Sverige.